# Volare (sång)
"Nel blu dipinto di blu" (Sv: I skyn, målad blå), populärt känd som "Volare" är en låt som gjordes känd av Domenico Modugno. Låten är skriven av Franco Migliacci och Domenico Modugno och släpptes som singel 1 februari 1958.
Låten valdes ut att representera Italien i Eurovision Song Contest 1958 efter att Modugno vunnit den åttonde upplagan av San Remo-festivalen, vilket är den Italienska melodifestivalen. I Eurovisionsfestivalen slutade låten på tredje plats av tio.

## Andra versioner
Låten har översatts till flera språk och spelats in av en stor mängd artister, däribland Gipsy Kings, Dean Martin, David Bowie, Frank Sinatra, Ella Fitzgerald, Luciano Pavarotti, Andrea Bocelli och Louis Armstrong. Den svenska versionen, inpelad av Lasse Lönndahl 1958 under titeln "I det blå", hamnade högst upp på topplistorna.